# Fiat 10 HP
Fiat 10 HP — автомобиль, выпускавшийся компанией Fiat в 1901 году. Являлся развитием модели 6 HP.
На автомобиль устанавливался двухцилиндровый двигатель, объемом 1082 куб. см. с двумя клапанами на цилиндр, мощностью 10 л.с. Максимальная скорость составляла 45 км/ч .
В автомобиле помещались 4 человека, считая водителя. Его стоимость в год производства составляла 9000 лир.
Всего выпущено 3 автомобиля этой модели.